# 拉梅 (阿登省)
拉梅（法語：Lametz，法語發音：[lame]）是法国大東部大區阿登省的一个市镇，属于武济耶区。

## 地理
拉梅（49°31'50"N, 4°41'24"E）面积9.46 平方千米，位于法国大東部大區阿登省，该省份为法国北部内陆省份，西接埃纳省，南至马恩省，东临默兹省，北与比利时接壤。
与拉梅接壤的市镇（或旧市镇、城区）包括：马尔基尼、蒙贡、讷维尔代、拉萨博特里、圣朗贝尔和蒙德热、拜龙埃塞桑维龙。
拉梅的时区为UTC+01:00、UTC+02:00（夏令时）。

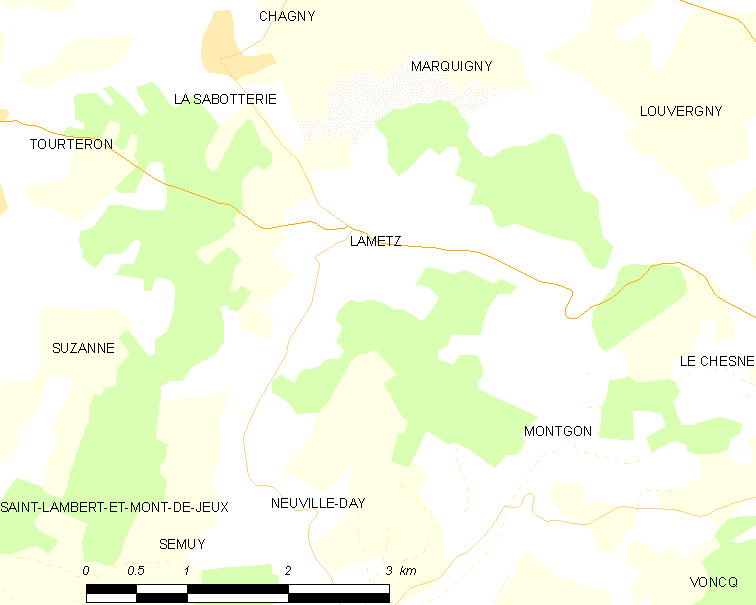
拉梅的OSM定位图

## 行政
拉梅的邮政编码为08130，INSEE市镇编码为08244。

## 政治
拉梅所属的省级选区为阿蒂尼县。

## 人口

1962-2008年间拉梅人口变化图示

拉梅于2022年1月1日时的人口数量为76人。